# Antonio Antognini
Antonio Antognini (* 22. Juli 1893 in Bellinzona; † 1. Juni 1972 ebenda; heimatberechtigt ebenda) war ein Schweizer Jurist und Politiker der Christlichdemokratischen Volkspartei (CVP) aus dem Kanton Tessin.

## Leben
Antonio Antognini wurde als Sohn des Francesco Antognini geboren. Er war verheiratet mit Luigina Maria Pagani, der Tochter eines Industriellen. Er besuchte die Mittelschule in Cremona (Italien), Lugano und Saint-Maurice. Anschliessend absolvierte er ein Rechtsstudium in Zürich und Turin, das er mit einer Promotion abschloss. Danach war er als Anwalt und Notar tätig.
Politisch engagierte Antognini sich als Konservativer. Von 1944 bis 1952 war er stellvertretender Stadtpräsident von Bellinzona. Im Tessin war er 1921 Verfassungsrat. Von 1921 bis 1952 gehörte er dem Grossen Rat an, den er 1935 präsidierte. Zudem amtierte er von 1941 bis 1945 als Präsident der konservativ-demokratischen Partei des Tessins. Als Präsident der Kantonalbank (1945–1963) und der Verlagsgenossenschaft der Zeitung Popolo e Libertà sowie als Mitglied zahlreicher parlamentarischer Kommissionen war sein Einfluss auf die kantonale Politik beträchtlich.
Auf eidgenössischer Ebene gehörte Antognini vom 2. Dezember 1935 bis zum 1. März 1943 dem Nationalrat an. Danach wechselte er 1943 in den Ständerat, dem er vom 29. März 1943 bis zum 1. Dezember 1963 angehörte und dessen Präsidentschaft er vom 5. Dezember 1960 bis zum 4. Dezember 1961 innehatte.
In der Schweizer Armee bekleidete er den Rang eines Hauptmanns. Während des Zweiten Weltkriegs war er mit Zensur und Flüchtlingshilfe betraut.